# 亨利十三世 (羅伊斯-格賴茨)
亨利十三世（德語：Heinrich XIII.，1747年2月16日—1817年1月29日），羅伊斯-格賴茨親王，1800年至1817年在位。

## 家庭
1786年，亨利與拿騷-威爾堡親王卡爾·克里斯蒂安的女兒威廉明妮·路易絲（1765年—1837年）結婚，兩人共有三個兒子：
1. 亨利十八世（1787年—1787年），夭折
2. 亨利十九世（1790年—1836年）
3. 亨利二十世（1794年—1859年）